# Ray Epstein
Ramon (Ray) Gary Epstein, OAM (nascido em 14 de outubro de 1959) é um atleta e treinador australiano da modalidade halterofilismo. Nessa modalidade, representou a Austrália nos Jogos Paralímpicos de Seul, em 1988, e nos Jogos de Barcelona, em 1992. Também foi treinador principal da equipe paralímpica australiana de halterofilismo entre 2003 e 2013.

## Reconhecimento
Epstein foi incluído na lista das Honras do Aniversário da Rainha em 1994 por serviço às pessoas com deficiência e a modalidade halterofilismo, e recebeu a Medalha Australiana dos Esportes, em 2000. Foi eleito Treinador do Ano pela Sporting Wheelies and Disabled Association em 1998, 2004 e 2006. Em 2016, vence o prêmio Serviço ao Esporte, do Queensland Sport Awards.